# Zakup
Ugovor o zakupu je dvostran pravni posao (ugovor) kojim se jedna strana (zakupodavac) obavezuje da drugoj strani (zakupcu) preda na upotrebu određenu nepotrošnu stvar ili određeno imovinsko pravo, a zakupac se obavezuje da mu za to plaća naknadu i da mu po isteku ugovora tu istu stvar ili pravo vrati. 
On je imenovan, konsensualan, neformalan ugovor, dvostrano obavezan i teretan, ugovor sa trajnim izvršenjem prestacija, može biti zaključen i kao ugovor intuitu personae (obzirom na lična svojstva ugovornih strana). Od pravila da je ugovor o zakupu neformalan ugovor odstupa se u slučajevima kad je predmet zakupa nepokretna stvar (stan, poslovni prostor, zemljište) kada je po pravilu za njegovu punovažnost potrebna pismena forma i gde su potpisi ugovornih strana overeni od strane nadležnog državnog organa. U praksi se često dešava da se ovo pravilo ne poštuje pa naši sudovi primenjuju pravilo o konvalidaciji ništavog ugovora, da je punovažan ugovor o zakupu nepokretnosti kome nedostaje zakonom određena forma u slučajevima kada su obe ugovorne strane izvršile svoje ugovorne obaveze, što izričito dopušta Zakon o obligacionim odnosima u članu 73.

## Bitni elementi
Bitni elementi ugovora o zakupu su :
- 1. Nepotrošna stvar (ili imovinsko pravo - kada se u stvari radi o ugovoru o licenci, koji je i nastao iz ugovora o zakupu u savremenom pravu kada se javila potreba da i neka imovinska prava budu predmet zakupnog odnosa, na primer pravo upotrebe tuđeg patenta ili žiga itd. za određenu naknadu), često se naziva i predmet ugovora, što nije sasvim tačno.

- 2. Zakupnina - iznos naknade koju zakupac duguje zakupodavcu za upotrebu zakupljene stvari. Ugovor o zakupu je ništav ukoliko nisu određena ova dva elementa u samom ugovoru. Što se tiče zakupnine ona mora biti makar odrediva.

Pored ova dva elementa u literaturi se kao bitan element često navodi i vreme trajanja zakupnog odnosa. On može biti bitan element ako ugovorne strane tako odrede u samom ugovoru, ali je punovažan i ugovor o zakupu u kome nije određeno vreme trajanja, jer tada važi pravilo da je zakup zaključen na neodređeno vreme.

## Obaveze zakupodavca
- Predaja stvari - Zakupodavac je dužan da stvar preda zakupcu u državinu u ispravnom stanju, zajedno sa svim njenim pripacima, odnosno onako kako je ugovoreno. Zakupodavac je odgovoran zakupcu za materijalne i pravne nedostatke stvari.

Zakupodavac je odgovoran za sve materijalne nedostatke stvari koje smetaju njenoj ugovorenoj ili redovnoj upotrebi bez obzira da li je za njih znao, s tim što tzv. nedostaci manjeg značaja (koji ne smetaju ugovorenoj upotrebi stvari) nisu relevantni. Ako su takvi nedostaci bili poznati zakupcu u času zaključenja ugovora, zakupodavac ne odgovara za njih, jer važi pretpostavka da je stvar ugovorena sa tim nedostacima (bez obzira da li je to ušlo u pismeni ugovor ili ne). Međutim ako zakupac usled krajnje nepažnje (pažnja iole pažljivog čoveka) nije primetio nedostatke na stvari, a zakupodavac je znao za postojanje nedostatka pa je namerno (umišljajno) propustio da na njih skrene pažnju zakupcu, zakupodavac se ne može osloboditi odgovornosti za materijalne nedostatke. Zakupodavac uvek odgovora ako je tvrdio da stvar nema nikakve nedostatke. Zakupac je dužan da bez odlaganja obavesti zakupodavca o svim uočenim nedostacima na stvari. U slučaju da stvar ima materijalne nedostatke prava zakupac se sastoje u tome do on može zahtevati da ih zakupodavac otkloni, a ako on to ne učini ili se nedostaci ne mogu otkloniti zakupac ima pravo izbora da raskine ugovor ili da zahteva sniženje zakupnine shodno nedostacima. U svakom slučaju ima pravo na naknadu štete koju je time pretrpeo. 
Zakupodavac takođe odgovara za sve pravne nedostatke na stvari koju je dao u zakup i garantuje da na njima ne postoji neko pravo trećeg lice usled čijeg vršenja bi bila ugrožena mirna državina zakupljene stvari ili bi ona bila u potpunosti oduzeta. Ako se usled prava trećeg lica zakupac potpuno liši državine stvari koja mu je data u zakup (npr. zakupodavac je dao u zakup tuđu stvar, pa je vlasnik oduzme od zakupca - tužbom u parničnom postupku) ugovor o zakupu se raskida po sili zakona, a zakupodavac duguje zakupcu naknadu štete. Ako je zakupčevo pravo državine samo ugrožena (npr. treće lice ima službenost prolaza kroz zemljište koje je dato u zakup ), zakupac ima pravo da bira: 1. Da raskine ugovor ili 2. Da traži srazmerno smanjenje zakupnine, uz pravo na naknadu štete u oba slučaja. 
- Obaveza održavanja stvari u ispravnom stanju - Ova obaveze podrazumeva pravo i dužnost zakupca da obavesti zakupodavaca o potrebi opravke stvari. Ovde se radi uvek o "većim" opravkama i intervencijama na stvari, koje ne spadaju u tzv. sitne opravke izazvane redovnom upotrebom stvari koje je zakupac dužan da podnese (npr. izlivanje vode u stan usled istrošenosti vodovodnih cevi, pregorele instalacije i sl.). Zakupac takođe ima pravo i da sam izvrši potrebne opravke, ukoliko zakupodavac po njegovom obaveštenju i pozivu da opravi stvar ništa ne učini i da trošak koji je imao naplati zakupodavcu.

## Obaveze zakupca
- Da stvar upotrebljava saglasno ugovoru ili njenoj nameni - ima dužnost da stvar čuva, da je održava, da sprečava umanjenje njene vrednosti da vrši manje opravke itd.

- Da redovno plaća zakupninu zakupodavcu na ugovoren način i u ugovorenim rokovima - Zakupnina se najčešće sastoji u novcu ali je moguće ugovoriti i da se ona plaća u nekim drugim stvarima. Zakupodavac može otkazati ugovor o zakupu ukoliko zakupac ne plati zakupninu u roku od 15 dana od kada ga je zakupodavac opomenuo na plaćanje.

- Da nakon isteka ugovora o zakupu stvar vrati zakupodavcu.

## Podzakup i otuđenje zakupljene stvari za vreme trajanja zakupa
Zakupac može, ukoliko nije drukčije ugovoreno zakupljenu stvar ili njen deo (npr zakupljen je stan, ps zakupac da u zakup jednu sobu) dati u podzakup trećem licu koje se naziva podzakupac. Zakupodavac nije u obligacionom odnosu prema podzakupcu, ali mu zakupac jemči da će podzakupac upotrebljavati stvar saglasno ugovoru, što proizilazi iz načela da su obligacioni odnosi relativnog karaktera (da proizvode pravna dejstva samo između strana u obligacionom odnosu). Međutim za naplatu dospele zakupnine zakupodavac se može direktno obratiti podzakupcu i od njega naplatiti podzakupninu koju ovaj duguje zakupcu, što predstavlja jedan od izuzetaka da je obligacioni odnos relativnog karaktera.
Ukoliko zakupodavac za stvar koja je predata u zakup otuđi (proda, pokloni, razmeni) tako da drugo lice stekne pravo svojine na zakupljenoj stvari ugovor o zakupu ostaje na snazi a novi vlasnik stupa na mesto zakupodavca u obligacionom odnosu i dužan je da za sve vreme dok traje ugovor o zakupu trpi zakupčevo pravo da stvar upotrebljava uz plaćanje zakupnine.

## Prestanak ugovora o zakupu
Zakup može prestati protekom roka na koji je ugovoren, s tim što će se smatrati da je zaključen novi ugovor o zakupu na neodređeno vreme pod istim uslovima (tacita reconductio) ako se obe ugovorne strane nakon isteka ugovora o zakupu ponašaju kao da zakupni odnos nije prestao (zakupac nastavlja da plaća zakupninu, a zakupodavac se tome ne protivi), otkazom ukoliko vreme trajanja nije ugovoreno (zakup na neodređeno vreme). Otkazni rok iznosi osam dana osim ako nije ugovoreno drugačije, a ne može se dati u nevreme (Otkaz ugovora o zakupu nije moguć kada bi prema okolnostima u svakom konkretnom slučaju to bilo očigledno nepravedno za zakupca ili zakupodavca ili bi mu nanelo štetu većih razmera - npr. bremenitost žene koja je u zakupu stana). Zakup takođe prestaje propašću zakupljene stvari, a ako je zaključen kao "intuitu personae" onda može presti i smrću neke od ugovornih strana.

## Literatura
1. A. Gams, Uvod u građansko pravo, Beograd
2. S. Perović - Obligaciono pravo, Beograd
3. J. Radišić - Obligaciono pravo, Beograd
4. Đ. Nikolić - Obligaciono pravo, Beograd

## Referentni propisi
- Zakon o obligacionim odnosima
- Zakon o stanovanju
- Zakon o prometu nepokretnosti